# Giorgio Gentili
Giorgio Gentili (Venezia, 1669 – Venezia, 1737) è stato un compositore e violinista italiano.
Fu violinista principale dell'orchestra di San Marco e, dal 1702 ca. al 1717 ca., "Maestro di Istrumenti" ai Mendicanti. Sei raccolte delle sue musiche strumentali, fra cui due di concerti (opp. 5 e 6), vennero pubblicate fra il 1701 e il 1716.

## Opere
- 12 Sonate a tre, op. 1 (1701)
- 12 Concerti da camera a tre, op. 2 (1703)
- 12 Capricci da camera a violino e violoncello o cimbalo, op. 3 (1706)
- 12 Sonate a tre, op. 4 (1707)
- 12 Concerti a quattro e cinque, op. 5 (1708)
- 12 Concerti a quattro, op. 6 (1716)